# Voleibol na Universíada de Verão de 2009
O voleibol na Universíada de Verão de 2009 foi disputado em quatro sedes (e cinco locais de treinamento) entre 2 e 11 de julho de 2009.
Nesse torneio, a Federação Internacional do Esporte Universitário (FISU), com o apoio da Federação Internacional de Voleibol (FIVB), testou e avaliou algumas novas regras para a modalidade em outros torneios.
O presidente da comissão de regras da FIVB, Sandy Steel, propôs a nova regra "quatro jogadores em uma posição" que foi testada durante a torneio feminino e masculino. Essa regra permitiu quatro jogadores na mesma posição durante um set — atualmente só são permitidos dois jogadores. A proposta também aumenta o número de substitutos de seis para doze jogadores.

## Sedes

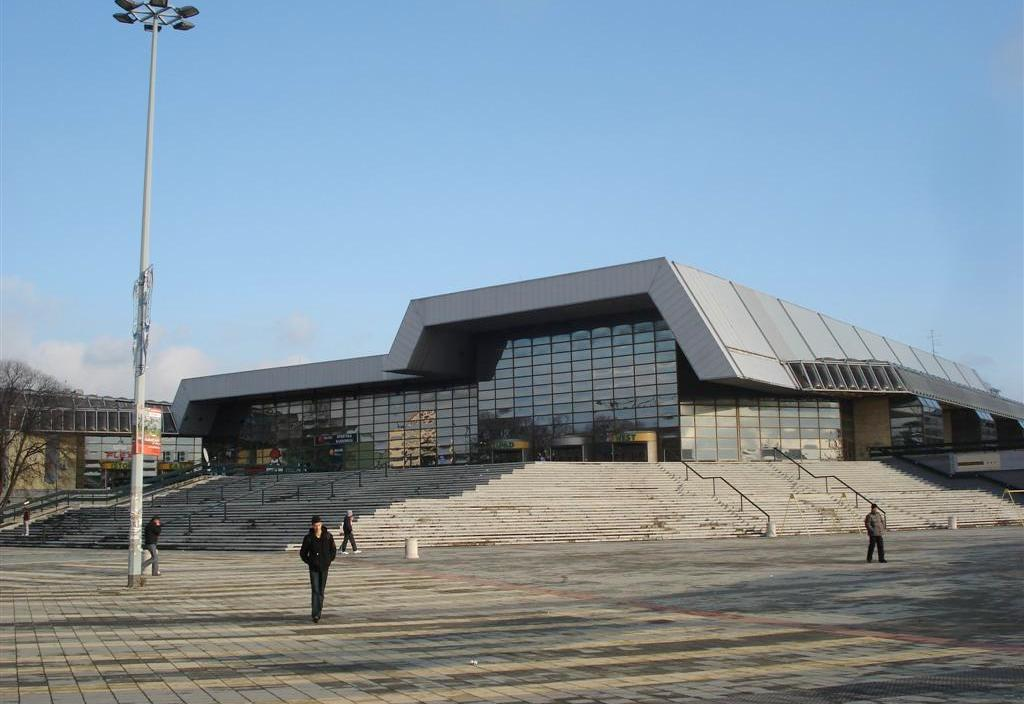
SPC SPENS, Novi Sad.

As sedes foram:
| Competição - Belgrado - SRC Tašmajdan - Lazarevac - SH Kolubara - Novi Sad - SPC SPENS - Semêndria - SH Smederevo | Treinamento - Belgrado - SC Banjica Vozdovac - SH Radnički - SH Vizura - Stara Pazova - SH Stara Pazova - Voivodina - SC Indjija |  |

## Calendário
| Voleibol  | Jun | Julho | Julho | Julho | Julho | Julho | Julho | Julho | Julho | Julho | Julho | Julho | Julho |
| Voleibol  | 30  | 1     | 2     | 3     | 4     | 5     | 6     | 7     | 8     | 9     | 10    | 11    | 12    |
| --------- | --- | ----- | ----- | ----- | ----- | ----- | ----- | ----- | ----- | ----- | ----- | ----- | ----- |
| Masculino |     |       |       |       |       |       |       |       |       |       |       | 1     |       |
| Feminino  |     |       |       |       |       |       |       |       |       |       | 1     |       |       |

|  | Dia de competição |  | Dia de final |

## Medalhistas
| Evento    | Ouro | Prata | Bronze |
| --------- | --- | --- | --- |
| Masculino | RUS Rússia Denis Kalinin Alexey Lipezin Nikita Tkachev Dmitry Ilinykh Alexander Sokolov Denis Biryukov Dmitry Krasikov Roman Danilov Dmitry Shcherbinin Sergey Bagrey Artem Khabibullin Dmitry Shestak                  | BRA Brasil Marcos Cavalari Maurício Souza Denis Moraes Humberto Lima Tiago Brendle Bruno Temponi Maurício Cunha Jr. Thiago Sens Aurivam da Silva Théo Lopes Orestes Carvalho Jr. Romulo Batista                     | EGY Egito Abdalla Abdel-Salam Ahmed Salah El-Din Abdel-Hay Abdel-Latif Osman Ahmed Mohamed Ahmed Mohamed Youssef Saleh Fathy Mohamed Rashad Shebl El-Dosouky Ahmed Youssef Afifi Mohamed Abdel-Moneim Mahmoud Moustafa El-Koumy Mohamed Aly Seifelnasr Hossam Youssef Abdalla Mohamed Essam El-Din |
| Feminino  | ITA Itália Manuela Di Crescenzo Annamaria Quaranta Enrica Merlo Giulia Pincerato Serena Ortolani Veronica Angeloni Valentina Arrighetti Federica Stuffi Lucia Crisanti Lucia Bosetti Ilaria Garzaro Cristina Barcellini | SRB Sérvia Jelena Nikolić Jovana Brakočević Ivana Đerisilo-Stanković Nataša Krsmanović Jasna Majstorović Ana Antonijević Jovana Vesović Maja Ognjenović Stefana Veljković Milena Rašić Silvija Popović Sanja Bursać | POL Polônia Anna Kaczmar Ewelina Sieczka Karolina Kosek Katarzyna Wellna Marta Haladyn Dominika Koczorowska Berenika Okuniewska Katarzyna Zaroslinska Krystyna Tkaczewska Klaudia Kaczorowska Zuzanna Efimienko Paulina Maj                                                                        |

## Masculino

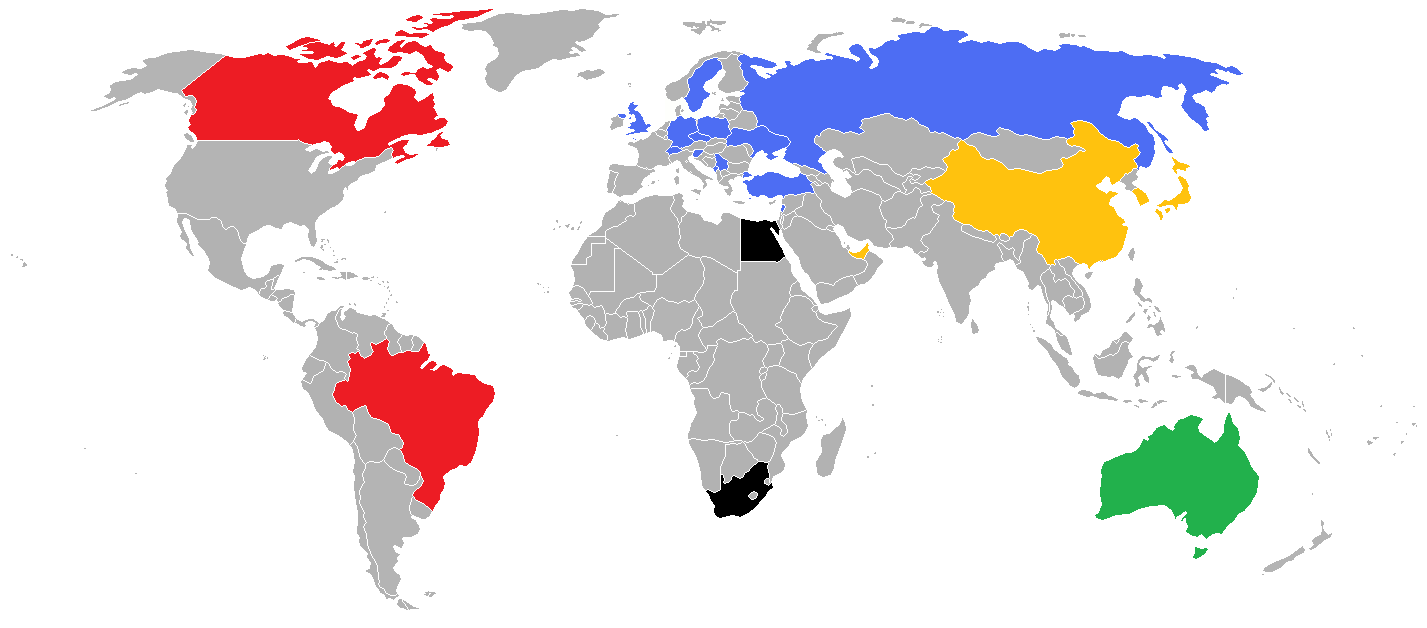
Equipes masculinas participantes do voleibol.

Cada equipe de cada grupo jogou contra as outras equipes do seu grupo, todas contra todas. As duas melhores equipes de cada grupo foram para as quartas de final, disputando do primeiro ao oitavo lugares. As equipes que ficaram em terceiro e quarto lugares de cada grupo foram para a disputa do nono ao décimo-sexto lugares, e os dois últimos colocados de cada grupo foram para a disputa do décimo-sétimo até o vigésimo-terceiro lugares.

### Fase preliminar
Grupo A
| Pos. |                   | Jogos | Jogos | Jogos | Jogos | Jogos | Jogos | Jogos | Jogos | Jogos | Pontos | Pontos | Pontos | Sets | Sets | Sets  |
| Pos. | SRB               | RUS   | SWE   | LIB   | KOR   | RSA   | Pts   | V     | D     | F     | S      | F/S    | V      | P    | V/P  |       |
| ---- | ----------------- | ----- | ----- | ----- | ----- | ----- | ----- | ----- | ----- | ----- | ------ | ------ | ------ | ---- | ---- | ----- |
| 1    | RUS Rússia        | 3–0   | –     | 3–0   | 3–0   | 3–0   | 3–0   | 10    | 5     | 0     | 377    | 252    | 1,496  | 15   | 0    | MAX   |
| 2    | SRB Sérvia        | –     | 0–3   | 3–1   | 3–0   | 3–1   | 3–0   | 9     | 4     | 1     | 413    | 316    | 1,307  | 12   | 5    | 2,400 |
| 3    | KOR Coreia do Sul | 1–3   | 0–3   | 3–2   | 3–0   | –     | 3–0   | 8     | 3     | 2     | 392    | 344    | 1,140  | 10   | 8    | 1,250 |
| 4    | SWE Suécia        | 1–3   | 0–3   | –     | 3–0   | 2–3   | 3–0   | 7     | 2     | 3     | 370    | 367    | 1,008  | 9    | 9    | 1,000 |
| 5    | RSA África do Sul | 0–3   | 0–3   | 0–3   | 3–0   | 0–3   | –     | 6     | 1     | 4     | 230    | 363    | 0,634  | 3    | 12   | 0,250 |
| 6    | LIB Líbano        | 0–3   | 0–3   | 0–3   | –     | 0–3   | 0–3   | 5     | 0     | 5     | 237    | 377    | 0,629  | 0    | 15   | 0     |

Grupo B
| Pos. |                | Jogos | Jogos | Jogos | Jogos | Jogos | Jogos | Jogos | Jogos | Pontos | Pontos | Pontos | Sets | Sets | Sets  |
| Pos. | TUR            | BRA   | MNE   | SUI   | CHN   | Pts   | V     | D     | F     | S      | F/S    | V      | P    | V/P  |       |
| ---- | -------------- | ----- | ----- | ----- | ----- | ----- | ----- | ----- | ----- | ------ | ------ | ------ | ---- | ---- | ----- |
| 1    | BRA Brasil     | 3–0   | –     | 3–0   | 3–0   | 3–0   | 8     | 4     | 0     | 305    | 215    | 1,419  | 12   | 0    | MAX   |
| 2    | TUR Turquia    | –     | 0–3   | 3–1   | 3–0   | 3–0   | 7     | 3     | 1     | 309    | 286    | 1,080  | 9    | 4    | 2,250 |
| 3    | MNE Montenegro | 1–3   | 0–3   | –     | 3–2   | 3–1   | 6     | 2     | 2     | 359    | 368    | 0,976  | 7    | 9    | 0,778 |
| 4    | SUI Suíça      | 0–3   | 0–3   | 2–3   | –     | 3–1   | 5     | 1     | 3     | 320    | 335    | 0,955  | 5    | 10   | 0,500 |
| 5    | CHN China      | 0–3   | 0–3   | 1–3   | 1–3   | –     | 4     | 0     | 4     | 253    | 342    | 0,740  | 2    | 12   | 0,167 |

Grupo C
| Pos. |                  | Jogos | Jogos | Jogos | Jogos | Jogos | Jogos | Jogos | Jogos | Jogos | Pontos | Pontos | Pontos | Sets | Sets | Sets  |
| Pos. | CAN              | UKR   | SLO   | GBR   | JPN   | EGY   | Pts   | V     | D     | F     | S      | F/S    | V      | P    | V/P  |       |
| ---- | ---------------- | ----- | ----- | ----- | ----- | ----- | ----- | ----- | ----- | ----- | ------ | ------ | ------ | ---- | ---- | ----- |
| 1    | EGY Egito        | 2–3   | 3–0   | 3–0   | 3–0   | 3–0   | –     | 9     | 4     | 1     | 408    | 297    | 1,374  | 14   | 3    | 4,667 |
| 2    | CAN Canadá       | –     | 3–1   | 3–0   | 3–0   | 2–3   | 3–2   | 9     | 4     | 1     | 463    | 393    | 1,178  | 14   | 6    | 2,333 |
| 3    | UKR Ucrânia      | 1–3   | –     | 3–0   | 3–0   | 3–1   | 0–3   | 8     | 3     | 2     | 389    | 365    | 1,066  | 10   | 7    | 1,429 |
| 4    | JPN Japão        | 3–2   | 1–3   | 3–0   | 3–0   | –     | 0–3   | 8     | 3     | 2     | 379    | 376    | 1,008  | 10   | 8    | 1,250 |
| 5    | SLO Eslovênia    | 0–3   | 0–3   | –     | 3–0   | 0–3   | 0–3   | 6     | 1     | 4     | 272    | 358    | 0,760  | 3    | 12   | 0,250 |
| 6    | GBR Grã-Bretanha | 0–3   | 0–3   | 0–3   | –     | 0–3   | 0–3   | 5     | 0     | 5     | 253    | 375    | 0,675  | 0    | 15   | 0     |

Grupo D
| Pos. |                            | Jogos | Jogos | Jogos | Jogos | Jogos | Jogos | Jogos | Jogos | Jogos | Pontos | Pontos | Pontos | Sets | Sets | Sets  |
| Pos. | GER                        | CZE   | POL   | UAE   | HKG   | AUS   | Pts   | V     | D     | F     | S      | F/S    | V      | P    | V/P  |       |
| ---- | -------------------------- | ----- | ----- | ----- | ----- | ----- | ----- | ----- | ----- | ----- | ------ | ------ | ------ | ---- | ---- | ----- |
| 1    | CZE Chéquia                | 3–2   | –     | 3–1   | 3–0   | 3–0   | 3–0   | 10    | 5     | 0     | 445    | 365    | 1,219  | 15   | 3    | 5,000 |
| 2    | POL Polônia                | 3–1   | 1–3   | –     | 3–0   | 3–0   | 3–0   | 9     | 4     | 1     | 429    | 329    | 1,304  | 13   | 4    | 3,250 |
| 3    | GER Alemanha               | –     | 2–3   | 1–3   | 3–0   | 3–0   | 3–0   | 8     | 3     | 2     | 415    | 360    | 1,153  | 12   | 6    | 2,000 |
| 4    | UAE Emirados Árabes Unidos | 0–3   | 0–3   | 0–3   | –     | 3–2   | 3–2   | 7     | 2     | 3     | 380    | 433    | 0,878  | 6    | 13   | 0,462 |
| 5    | AUS Austrália              | 0–3   | 0–3   | 0–3   | 2–3   | 3–1   | –     | 6     | 1     | 4     | 355    | 411    | 0,864  | 5    | 13   | 0,385 |
| 6    | HKG Hong Kong              | 0–3   | 0–3   | 0–3   | 2–3   | –     | 1–3   | 5     | 0     | 5     | 301    | 427    | 0,705  | 3    | 15   | 0,200 |

### Fase final

#### Final
|  | Quartas de final | Quartas de final |             |             | Semifinais                   | Semifinais                   |  |  | Disputa da medalha de ouro | Disputa da medalha de ouro |
|  |                  |                  |             |             |                              |                              |  |  |                            |                            |
|  | Relatório        |                  |             |             |                              |                              |  |  |                            |                            |
|  |                  |                  |             |             |                              |                              |  |  |                            |                            |
|  | EGY Egito        | 3                |             |             |                              |                              |  |  |                            |                            |
|  | EGY Egito        | 3                | Relatório   |             |                              |                              |  |  |                            |                            |
|  | SRB Sérvia       | 1                |             |             |                              |                              |  |  |                            |                            |
|  | SRB Sérvia       | 1                | EGY Egito   | 2           |                              |                              |  |  |                            |                            |
|  | Relatório        |                  | EGY Egito   | 2           |                              |                              |  |  |                            |                            |
|  |                  | BRA Brasil       | 3           |             |                              |                              |  |  |                            |                            |
|  | POL Polônia      | BRA Brasil       | 3           | 1           |                              |                              |  |  |                            |                            |
|  | POL Polônia      |                  | Relatório   | 1           |                              |                              |  |  |                            |                            |
|  | BRA Brasil       | 3                |             |             |                              |                              |  |  |                            |                            |
|  | BRA Brasil       | 3                | BRA Brasil  | 0           |                              |                              |  |  |                            |                            |
|  | Relatório        |                  | BRA Brasil  | 0           |                              |                              |  |  |                            |                            |
|  |                  | RUS Rússia       | 3           |             |                              |                              |  |  |                            |                            |
|  | TUR Turquia      | RUS Rússia       | 3           | 0           |                              |                              |  |  |                            |                            |
|  | TUR Turquia      | Relatório        |             | 0           |                              |                              |  |  |                            |                            |
|  | CZE Chéquia      | 3                |             |             |                              |                              |  |  |                            |                            |
|  | CZE Chéquia      | 3                | CZE Chéquia | 0           | Disputa da medalha de bronze | Disputa da medalha de bronze |  |  |                            |                            |
|  | Relatório        |                  | CZE Chéquia | 0           | Disputa da medalha de bronze | Disputa da medalha de bronze |  |  |                            |                            |
|  |                  | RUS Rússia       | 3           |             |                              |                              |  |  |                            |                            |
|  | RUS Rússia       | RUS Rússia       | 3           | 3           | EGY Egito                    | 3                            |  |  |                            |                            |
|  | RUS Rússia       |                  |             | 3           | EGY Egito                    | 3                            |  |  |                            |                            |
|  | CAN Canadá       | 2                |             | CZE Chéquia | 0                            |                              |  |  |                            |                            |
|  | CAN Canadá       | 2                |             |             | 0                            |                              |  |  |                            |                            |
|  |                  |                  |             |             |                              |                              |  |  | Relatório                  |                            |
|  |                  |                  |             |             |                              |                              |  |  |                            |                            |

#### Disputa do quinto ao oitavo lugares
|  | Disputa do quinto ao oitavo lugares | Disputa do quinto ao oitavo lugares |   |             | Disputa do quinto e sexto lugares  | Disputa do quinto e sexto lugares |  |
|  |                                     |                                     |   |             |                                    |                                   |  |
|  | Relatório                           |                                     |   |             |                                    |                                   |  |
|  | SRB Sérvia                          | 3                                   |   |             |                                    |                                   |  |
|  | POL Polônia                         | 2                                   |   |             |                                    |                                   |  |
|  |                                     |                                     |   |             |                                    |                                   |  |
|  |                                     |                                     |   |             | Relatório                          |                                   |  |
|  |                                     |                                     |   |             | SRB Sérvia                         | 3                                 |  |
|  |                                     | CAN Canadá                          | 0 |             |                                    |                                   |  |
|  |                                     |                                     |   |             |                                    |                                   |  |
|  |                                     |                                     |   |             |                                    |                                   |  |
|  |                                     |                                     |   |             | Disputa do sétimo e oitavo lugares |                                   |  |
|  | Relatório                           | Relatório                           |   | Relatório   | Relatório                          |                                   |  |
|  | TUR Turquia                         | 1                                   |   | POL Polônia | 3                                  |                                   |  |
|  | CAN Canadá                          | 3                                   |   |             | TUR Turquia                        | 1                                 |  |

#### Disputa do 9º ao 16º lugar
|  | Preliminar                 | Preliminar     |                   |                | Disputa do 9º ao 12º lugares | Disputa do 9º ao 12º lugares |  |  | Disputa do nono e décimo lugares | Disputa do nono e décimo lugares |
|  |                            |                |                   |                |                              |                              |  |  |                                  |                                  |
|  | Relatório                  |                |                   |                |                              |                              |  |  |                                  |                                  |
|  |                            |                |                   |                |                              |                              |  |  |                                  |                                  |
|  | KOR Coreia do Sul          | 3              |                   |                |                              |                              |  |  |                                  |                                  |
|  | KOR Coreia do Sul          | 3              | Relatório         |                |                              |                              |  |  |                                  |                                  |
|  | JPN Japão                  | 2              |                   |                |                              |                              |  |  |                                  |                                  |
|  | JPN Japão                  | 2              | KOR Coreia do Sul | 3              |                              |                              |  |  |                                  |                                  |
|  | Relatório                  |                | KOR Coreia do Sul | 3              |                              |                              |  |  |                                  |                                  |
|  |                            | SUI Suíça      | 0                 |                |                              |                              |  |  |                                  |                                  |
|  | GER Alemanha               | SUI Suíça      | 0                 | 1              |                              |                              |  |  |                                  |                                  |
|  | GER Alemanha               |                | Relatório         | 1              |                              |                              |  |  |                                  |                                  |
|  | SUI Suíça                  | 3              |                   |                |                              |                              |  |  |                                  |                                  |
|  | SUI Suíça                  | 3              | KOR Coreia do Sul | 0              |                              |                              |  |  |                                  |                                  |
|  | Relatório                  |                | KOR Coreia do Sul | 0              |                              |                              |  |  |                                  |                                  |
|  |                            | UKR Ucrânia    | 3                 |                |                              |                              |  |  |                                  |                                  |
|  | UKR Ucrânia                | UKR Ucrânia    | 3                 | 3              |                              |                              |  |  |                                  |                                  |
|  | UKR Ucrânia                | Relatório      |                   | 3              |                              |                              |  |  |                                  |                                  |
|  | SWE Suécia                 | 1              |                   |                |                              |                              |  |  |                                  |                                  |
|  | SWE Suécia                 | 1              | UKR Ucrânia       | 3              | Disputa do 11º e 12º lugares | Disputa do 11º e 12º lugares |  |  |                                  |                                  |
|  | Relatório                  |                | UKR Ucrânia       | 3              | Disputa do 11º e 12º lugares | Disputa do 11º e 12º lugares |  |  |                                  |                                  |
|  |                            | MNE Montenegro | 0                 |                |                              |                              |  |  |                                  |                                  |
|  | MNE Montenegro             | MNE Montenegro | 0                 | 3              | SUI Suíça                    | 3                            |  |  |                                  |                                  |
|  | MNE Montenegro             |                |                   | 3              | SUI Suíça                    | 3                            |  |  |                                  |                                  |
|  | UAE Emirados Árabes Unidos | 1              |                   | MNE Montenegro | 1                            |                              |  |  |                                  |                                  |
|  | UAE Emirados Árabes Unidos | 1              |                   |                | 1                            |                              |  |  |                                  |                                  |
|  |                            |                |                   |                |                              |                              |  |  | Relatório                        |                                  |
|  |                            |                |                   |                |                              |                              |  |  |                                  |                                  |

|  | Disputa do 13º ao 16º lugares | Disputa do 13º ao 16º lugares |   |              | Disputa do 13º e 14º lugares | Disputa do 13º e 14º lugares |  |
|  |                               |                               |   |              |                              |                              |  |
|  | Relatório                     |                               |   |              |                              |                              |  |
|  | JPN Japão                     | 3                             |   |              |                              |                              |  |
|  | GER Alemanha                  | 1                             |   |              |                              |                              |  |
|  |                               |                               |   |              |                              |                              |  |
|  |                               |                               |   |              | Relatório                    |                              |  |
|  |                               |                               |   |              | JPN Japão                    | 3                            |  |
|  |                               | SWE Suécia                    | 0 |              |                              |                              |  |
|  |                               |                               |   |              |                              |                              |  |
|  |                               |                               |   |              |                              |                              |  |
|  |                               |                               |   |              | Disputa do 15º e 16º lugares |                              |  |
|  | Relatório                     | Relatório                     |   | Relatório    | Relatório                    |                              |  |
|  | SWE Suécia                    | 3                             |   | GER Alemanha | 3                            |                              |  |
|  | UAE Emirados Árabes Unidos    | 0                             |   |              | UAE Emirados Árabes Unidos   | 0                            |  |

#### Disputa do 17º ao 23º lugares
|  | Preliminar        | Preliminar       |                  |               | Disputa do 17º ao 20º lugares | Disputa do 17º ao 20º lugares |  |  | Disputa do 17º e 18º lugares | Disputa do 17º e 18º lugares |
|  |                   |                  |                  |               |                               |                               |  |  |                              |                              |
|  |                   |                  |                  |               |                               |                               |  |  |                              |                              |
|  |                   |                  |                  |               |                               |                               |  |  |                              |                              |
|  |                   |                  |                  |               |                               |                               |  |  |                              |                              |
|  | Relatório         |                  |                  |               |                               |                               |  |  |                              |                              |
|  |                   |                  |                  |               |                               |                               |  |  |                              |                              |
|  | AUS Austrália     | 2                |                  |               |                               |                               |  |  |                              |                              |
|  | AUS Austrália     | 2                | Relatório        |               |                               |                               |  |  |                              |                              |
|  |                   | GBR Grã-Bretanha | 3                |               |                               |                               |  |  |                              |                              |
|  | RSA África do Sul | GBR Grã-Bretanha | 3                | 1             |                               |                               |  |  |                              |                              |
|  | RSA África do Sul |                  | Relatório        | 1             |                               |                               |  |  |                              |                              |
|  | GBR Grã-Bretanha  | 3                |                  |               |                               |                               |  |  |                              |                              |
|  | GBR Grã-Bretanha  | 3                | GBR Grã-Bretanha | 1             |                               |                               |  |  |                              |                              |
|  | Relatório         |                  | GBR Grã-Bretanha | 1             |                               |                               |  |  |                              |                              |
|  |                   | SLO Eslovênia    | 3                |               |                               |                               |  |  |                              |                              |
|  | SLO Eslovênia     | SLO Eslovênia    | 3                | 3             |                               |                               |  |  |                              |                              |
|  | SLO Eslovênia     | Relatório        |                  | 3             |                               |                               |  |  |                              |                              |
|  | LIB Líbano        | 1                |                  |               |                               |                               |  |  |                              |                              |
|  | LIB Líbano        | 1                | SLO Eslovênia    | 3             | Disputa do 19º e 20º lugares  | Disputa do 19º e 20º lugares  |  |  |                              |                              |
|  | Relatório         |                  | SLO Eslovênia    | 3             | Disputa do 19º e 20º lugares  | Disputa do 19º e 20º lugares  |  |  |                              |                              |
|  |                   | HKG Hong Kong    | 0                |               |                               |                               |  |  |                              |                              |
|  | CHN China         | HKG Hong Kong    | 0                | 1             | AUS Austrália                 | 3                             |  |  |                              |                              |
|  | CHN China         |                  |                  | 1             | AUS Austrália                 | 3                             |  |  |                              |                              |
|  | HKG Hong Kong     | 3                |                  | HKG Hong Kong | 1                             |                               |  |  |                              |                              |
|  | HKG Hong Kong     | 3                |                  |               | 1                             |                               |  |  |                              |                              |
|  |                   |                  |                  |               |                               |                               |  |  | Relatório                    |                              |
|  |                   |                  |                  |               |                               |                               |  |  |                              |                              |

|  | Disputa do 21º ao 23º lugares | Disputa do 21º ao 23º lugares |   |  | Disputa do 21º e 22º lugares | Disputa do 21º e 22º lugares |  |
|  |                               |                               |   |  |                              |                              |  |
|  |                               |                               |   |  |                              |                              |  |
|  |                               |                               |   |  |                              |                              |  |
|  |                               |                               |   |  |                              |                              |  |
|  |                               |                               |   |  |                              |                              |  |
|  |                               |                               |   |  | Relatório                    |                              |  |
|  |                               |                               |   |  | RSA África do Sul            | 3                            |  |
|  |                               | CHN China                     | 1 |  |                              |                              |  |
|  |                               |                               |   |  |                              |                              |  |
|  |                               |                               |   |  |                              |                              |  |
|  |                               |                               |   |  |                              |                              |  |
|  | Relatório                     |                               |   |  |                              |                              |  |
|  | LIB Líbano                    | 0                             |   |  |                              |                              |  |
|  | CHN China                     | 3                             |   |  |                              |                              |  |

### Classificação final
| Pos.   | Equipe                     |
| ------ | -------------------------- |
| Ouro   | RUS Rússia                 |
| Prata  | BRA Brasil                 |
| Bronze | EGY Egito                  |
| 4      | CZE República Checa        |
| 5      | SRB Sérvia                 |
| 6      | CAN Canadá                 |
| 7      | POL Polônia                |
| 8      | TUR Turquia                |
| 9      | UKR Ucrânia                |
| 10     | KOR Coreia do Sul          |
| 11     | SUI Suíça                  |
| 12     | MNE Montenegro             |
| 13     | JPN Japão                  |
| 14     | SWE Suécia                 |
| 15     | GER Alemanha               |
| 16     | UAE Emirados Árabes Unidos |
| 17     | SLO Eslovênia              |
| 18     | GBR Grã-Bretanha           |
| 19     | AUS Austrália              |
| 20     | HKG Hong Kong              |
| 21     | RSA África do Sul          |
| 22     | CHN China                  |
| 23     | LIB Líbano                 |

## Feminino

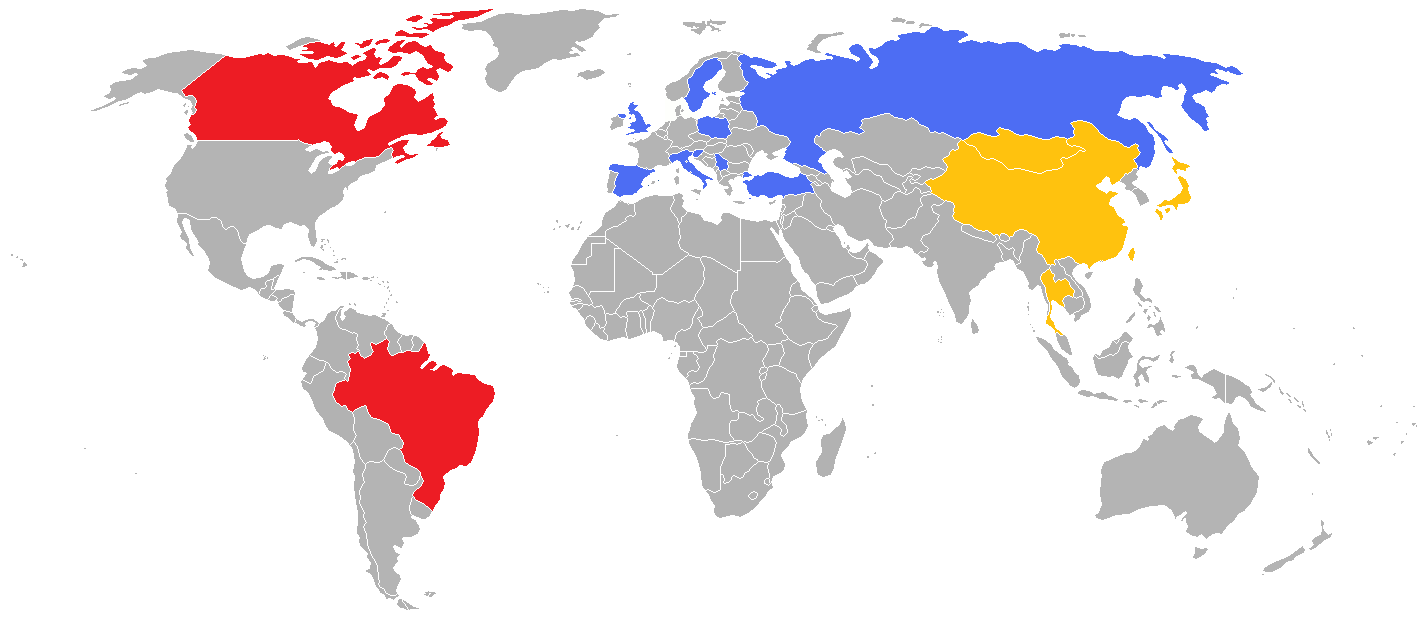
Equipes femininas participantes do voleibol.

Cada equipe de cada grupo jogou contra as outras equipes do seu grupo, todas contra todas. As duas melhores equipes de cada grupo avançaram às quartas de final, disputando do primeiro ao oitavo lugares. As equipes que ficaram nos dois últimos lugares de cada grupo foram para a disputa de nono ao décimo-sexto lugares.

### Fase preliminar
Grupo A
| Pos. |                  | Jogos | Jogos | Jogos | Jogos | Jogos | Jogos | Jogos | Pontos | Pontos | Pontos | Sets | Sets | Sets  |
| Pos. | SRB              | ITA   | GBR   | BRA   | Pts   | V     | D     | F     | S      | F/S    | V      | P    | V/P  |       |
| ---- | ---------------- | ----- | ----- | ----- | ----- | ----- | ----- | ----- | ------ | ------ | ------ | ---- | ---- | ----- |
| 1    | ITA Itália       | 3–2   | –     | 3–0   | 3–1   | 6     | 3     | 0     | 279    | 219    | 1,274  | 9    | 3    | 3,000 |
| 2    | SRB Sérvia       | –     | 2–3   | 3–0   | 3–0   | 5     | 2     | 1     | 248    | 198    | 1,253  | 8    | 3    | 2,667 |
| 3    | BRA Brasil       | 0–3   | 1–3   | 3–0   | –     | 4     | 1     | 2     | 221    | 227    | 0,974  | 4    | 6    | 0,667 |
| 4    | GBR Grã-Bretanha | 0–3   | 0–3   | –     | 0–3   | 3     | 0     | 3     | 121    | 225    | 0,538  | 0    | 9    | 0     |

Grupo B
| Pos. |              | Jogos | Jogos | Jogos | Jogos | Jogos | Jogos | Jogos | Pontos | Pontos | Pontos | Sets | Sets | Sets  |
| Pos. | POL          | ESP   | TUR   | MGL   | Pts   | V     | D     | F     | S      | F/S    | V      | P    | V/P  |       |
| ---- | ------------ | ----- | ----- | ----- | ----- | ----- | ----- | ----- | ------ | ------ | ------ | ---- | ---- | ----- |
| 1    | POL Polônia  | –     | 3–0   | 3–1   | 3–0   | 6     | 3     | 0     | 252    | 176    | 1,432  | 9    | 1    | 9,000 |
| 2    | ESP Espanha  | 0–3   | –     | 3–2   | 3–0   | 5     | 2     | 1     | 211    | 219    | 0,963  | 6    | 5    | 1,200 |
| 3    | TUR Turquia  | 1–3   | 2–3   | –     | 3–0   | 4     | 1     | 2     | 277    | 238    | 1,164  | 6    | 6    | 1,000 |
| 4    | MGL Mongólia | 0–3   | 0–3   | 0–3   | –     | 3     | 0     | 3     | 118    | 225    | 0,524  | 0    | 9    | 0     |

Grupo C
| Pos. |                  | Jogos | Jogos | Jogos | Jogos | Jogos | Jogos | Jogos | Pontos | Pontos | Pontos | Sets | Sets | Sets  |
| Pos. | CHN              | TPE   | SLO   | CAN   | Pts   | V     | D     | F     | S      | F/S    | V      | P    | V/P  |       |
| ---- | ---------------- | ----- | ----- | ----- | ----- | ----- | ----- | ----- | ------ | ------ | ------ | ---- | ---- | ----- |
| 1    | CHN China        | –     | 3–0   | 3–0   | 3–0   | 6     | 3     | 0     | 225    | 123    | 1,829  | 9    | 0    | MAX   |
| 2    | TPE Taipé Chinês | 0–3   | –     | 3–0   | 3–2   | 5     | 2     | 1     | 227    | 237    | 0,958  | 6    | 5    | 1,200 |
| 3    | SLO Eslovênia    | 0–3   | 0–3   | –     | 3–2   | 4     | 1     | 2     | 191    | 247    | 0,773  | 3    | 8    | 0,375 |
| 4    | CAN Canadá       | 0–3   | 2–3   | 2–3   | –     | 3     | 0     | 3     | 252    | 288    | 0,875  | 4    | 9    | 0,444 |

Grupo D
| Pos. |               | Jogos | Jogos | Jogos | Jogos | Jogos | Jogos | Jogos | Pontos | Pontos | Pontos | Sets | Sets | Sets  |
| Pos. | THA           | JPN   | RUS   | SWE   | Pts   | V     | D     | F     | S      | F/S    | V      | P    | V/P  |       |
| ---- | ------------- | ----- | ----- | ----- | ----- | ----- | ----- | ----- | ------ | ------ | ------ | ---- | ---- | ----- |
| 1    | RUS Rússia    | 3–0   | 3–2   | –     | 3–0   | 6     | 3     | 0     | 247    | 198    | 1,247  | 9    | 2    | 4,500 |
| 2    | JPN Japão     | 3–0   | –     | 2–3   | 3–0   | 5     | 2     | 1     | 252    | 186    | 1,355  | 8    | 3    | 2,667 |
| 3    | THA Tailândia | –     | 0–3   | 0–3   | 3–2   | 4     | 1     | 2     | 194    | 249    | 0,779  | 3    | 8    | 0,375 |
| 4    | SWE Suécia    | 2–3   | 0–3   | 0–3   | –     | 3     | 0     | 3     | 194    | 254    | 0,764  | 2    | 9    | 0,222 |

### Fase final

#### Final
|  | Quartas de final | Quartas de final |            |            | Semifinais                   | Semifinais                   |  |  | Disputa da medalha de ouro | Disputa da medalha de ouro |
|  |                  |                  |            |            |                              |                              |  |  |                            |                            |
|  | Relatório        |                  |            |            |                              |                              |  |  |                            |                            |
|  |                  |                  |            |            |                              |                              |  |  |                            |                            |
|  | CHN China        | 1                |            |            |                              |                              |  |  |                            |                            |
|  | CHN China        | 1                | Relatório  |            |                              |                              |  |  |                            |                            |
|  | SRB Sérvia       | 3                |            |            |                              |                              |  |  |                            |                            |
|  | SRB Sérvia       | 3                | SRB Sérvia | 3          |                              |                              |  |  |                            |                            |
|  | Relatório        |                  | SRB Sérvia | 3          |                              |                              |  |  |                            |                            |
|  |                  | POL Polônia      | 0          |            |                              |                              |  |  |                            |                            |
|  | POL Polônia      | POL Polônia      | 0          | 3          |                              |                              |  |  |                            |                            |
|  | POL Polônia      |                  | Relatório  | 3          |                              |                              |  |  |                            |                            |
|  | JPN Japão        | 1                |            |            |                              |                              |  |  |                            |                            |
|  | JPN Japão        | 1                | SRB Sérvia | 2          |                              |                              |  |  |                            |                            |
|  | Relatório        |                  | SRB Sérvia | 2          |                              |                              |  |  |                            |                            |
|  |                  | ITA Itália       | 3          |            |                              |                              |  |  |                            |                            |
|  | ITA Itália       | ITA Itália       | 3          | 3          |                              |                              |  |  |                            |                            |
|  | ITA Itália       | Relatório        |            | 3          |                              |                              |  |  |                            |                            |
|  | TPE Taipé Chinês | 1                |            |            |                              |                              |  |  |                            |                            |
|  | TPE Taipé Chinês | 1                | ITA Itália | 3          | Disputa da medalha de bronze | Disputa da medalha de bronze |  |  |                            |                            |
|  | Relatório        |                  | ITA Itália | 3          | Disputa da medalha de bronze | Disputa da medalha de bronze |  |  |                            |                            |
|  |                  | RUS Rússia       | 0          |            |                              |                              |  |  |                            |                            |
|  | RUS Rússia       | RUS Rússia       | 0          | 3          | POL Polônia                  | 3                            |  |  |                            |                            |
|  | RUS Rússia       |                  |            | 3          | POL Polônia                  | 3                            |  |  |                            |                            |
|  | ESP Espanha      | 1                |            | RUS Rússia | 1                            |                              |  |  |                            |                            |
|  | ESP Espanha      | 1                |            |            | 1                            |                              |  |  |                            |                            |
|  |                  |                  |            |            |                              |                              |  |  | Relatório                  |                            |
|  |                  |                  |            |            |                              |                              |  |  |                            |                            |

#### Disputa do quinto ao oitavo lugares
|  | Disputa do quinto ao oitavo lugares | Disputa do quinto ao oitavo lugares |   |           | Disputa do quinto e sexto lugares  | Disputa do quinto e sexto lugares |  |
|  |                                     |                                     |   |           |                                    |                                   |  |
|  | Relatório                           |                                     |   |           |                                    |                                   |  |
|  | CHN China                           | 3                                   |   |           |                                    |                                   |  |
|  | JPN Japão                           | 1                                   |   |           |                                    |                                   |  |
|  |                                     |                                     |   |           |                                    |                                   |  |
|  |                                     |                                     |   |           | Relatório                          |                                   |  |
|  |                                     |                                     |   |           | CHN China                          | 3                                 |  |
|  |                                     | TPE Taipé Chinês                    | 0 |           |                                    |                                   |  |
|  |                                     |                                     |   |           |                                    |                                   |  |
|  |                                     |                                     |   |           |                                    |                                   |  |
|  |                                     |                                     |   |           | Disputa do sétimo e oitavo lugares |                                   |  |
|  | Relatório                           | Relatório                           |   | Relatório | Relatório                          |                                   |  |
|  | TPE Taipé Chinês                    | 3                                   |   | JPN Japão | 3                                  |                                   |  |
|  | ESP Espanha                         | 2                                   |   |           | ESP Espanha                        | 1                                 |  |

#### Disputa do 9º ao 12º lugar
|  | Preliminar       | Preliminar    |                  |               | Disputa do 9º ao 12º lugares | Disputa do 9º ao 12º lugares |  |  | Disputa do nono e décimo lugares | Disputa do nono e décimo lugares |
|  |                  |               |                  |               |                              |                              |  |  |                                  |                                  |
|  | Relatório        |               |                  |               |                              |                              |  |  |                                  |                                  |
|  |                  |               |                  |               |                              |                              |  |  |                                  |                                  |
|  | SLO Eslovênia    | 2             |                  |               |                              |                              |  |  |                                  |                                  |
|  | SLO Eslovênia    | 2             | Relatório        |               |                              |                              |  |  |                                  |                                  |
|  | GBR Grã-Bretanha | 3             |                  |               |                              |                              |  |  |                                  |                                  |
|  | GBR Grã-Bretanha | 3             | GBR Grã-Bretanha | 1             |                              |                              |  |  |                                  |                                  |
|  | Relatório        |               | GBR Grã-Bretanha | 1             |                              |                              |  |  |                                  |                                  |
|  |                  | TUR Turquia   | 3                |               |                              |                              |  |  |                                  |                                  |
|  | TUR Turquia      | TUR Turquia   | 3                | 3             |                              |                              |  |  |                                  |                                  |
|  | TUR Turquia      |               | Relatório        | 3             |                              |                              |  |  |                                  |                                  |
|  | SWE Suécia       | 2             |                  |               |                              |                              |  |  |                                  |                                  |
|  | SWE Suécia       | 2             | TUR Turquia      | 3             |                              |                              |  |  |                                  |                                  |
|  | Relatório        |               | TUR Turquia      | 3             |                              |                              |  |  |                                  |                                  |
|  |                  | BRA Brasil    | 2                |               |                              |                              |  |  |                                  |                                  |
|  | BRA Brasil       | BRA Brasil    | 2                | 3             |                              |                              |  |  |                                  |                                  |
|  | BRA Brasil       | Relatório     |                  | 3             |                              |                              |  |  |                                  |                                  |
|  | CAN Canadá       | 0             |                  |               |                              |                              |  |  |                                  |                                  |
|  | CAN Canadá       | 0             | BRA Brasil       | 3             | Disputa do 11º e 12º lugares | Disputa do 11º e 12º lugares |  |  |                                  |                                  |
|  | Relatório        |               | BRA Brasil       | 3             | Disputa do 11º e 12º lugares | Disputa do 11º e 12º lugares |  |  |                                  |                                  |
|  |                  | THA Tailândia | 0                |               |                              |                              |  |  |                                  |                                  |
|  | THA Tailândia    | THA Tailândia | 0                | 3             | GBR Grã-Bretanha             | 0                            |  |  |                                  |                                  |
|  | THA Tailândia    |               |                  | 3             | GBR Grã-Bretanha             | 0                            |  |  |                                  |                                  |
|  | MGL Mongólia     | 1             |                  | THA Tailândia | 3                            |                              |  |  |                                  |                                  |
|  | MGL Mongólia     | 1             |                  |               | 3                            |                              |  |  |                                  |                                  |
|  |                  |               |                  |               |                              |                              |  |  | Relatório                        |                                  |
|  |                  |               |                  |               |                              |                              |  |  |                                  |                                  |

#### Disputa do 13º ao 16º lugares
|  | Disputa do 13º ao 16º lugares | Disputa do 13º ao 16º lugares |   |            | Disputa do 13º e 14º lugares | Disputa do 13º e 14º lugares |  |
|  |                               |                               |   |            |                              |                              |  |
|  | Relatório                     |                               |   |            |                              |                              |  |
|  | SLO Eslovênia                 | 3                             |   |            |                              |                              |  |
|  | SWE Suécia                    | 1                             |   |            |                              |                              |  |
|  |                               |                               |   |            |                              |                              |  |
|  |                               |                               |   |            | Relatório                    |                              |  |
|  |                               |                               |   |            | SLO Eslovênia                | 1                            |  |
|  |                               | CAN Canadá                    | 3 |            |                              |                              |  |
|  |                               |                               |   |            |                              |                              |  |
|  |                               |                               |   |            |                              |                              |  |
|  |                               |                               |   |            | Disputa do 15º e 16º lugares |                              |  |
|  | Relatório                     | Relatório                     |   | Relatório  | Relatório                    |                              |  |
|  | CAN Canadá                    | 3                             |   | SWE Suécia | 3                            |                              |  |
|  | MGL Mongólia                  | 0                             |   |            | MGL Mongólia                 | 0                            |  |

### Classificação final
| Pos.   | Equipe           |
| ------ | ---------------- |
| Ouro   | ITA Itália       |
| Prata  | SRB Sérvia       |
| Bronze | POL Polônia      |
| 4      | RUS Rússia       |
| 5      | CHN China        |
| 6      | TPE Taipé Chinês |
| 7      | JPN Japão        |
| 8      | ESP Espanha      |
| 9      | TUR Turquia      |
| 10     | BRA Brasil       |
| 11     | THA Tailândia    |
| 12     | GBR Grã-Bretanha |
| 13     | CAN Canadá       |
| 14     | SLO Eslovênia    |
| 15     | SWE Suécia       |
| 16     | MGL Mongólia     |

## Quadro de medalhas
| Ordem | País        | Medalha de ouro | Medalha de prata | Medalha de bronze |   |
| ----- | ----------- | --------------- | ---------------- | ----------------- | - |
| 1     | ITA Itália  | 1               |                  |                   | 1 |
|       | RUS Rússia  | 1               |                  |                   | 1 |
| 3     | BRA Brasil  |                 | 1                |                   | 1 |
|       | SRB Sérvia  |                 | 1                |                   | 1 |
| 5     | EGY Egito   |                 |                  | 1                 | 1 |
|       | POL Polônia |                 |                  | 1                 | 1 |
| TOTAL | TOTAL       | 2               | 2                | 2                 | 6 |